# 京都府道658号久住河辺線
京都府道658号久住河辺線（きょうとふどう658ごう くすみこうべせん）は、京都府京丹後市を通る一般府道である。

## 概要
京丹後市大宮町久住から京丹後市大宮町河辺に至る。
京丹後市大宮町五十河（いかが）地区の久住と同町河辺地区を結ぶ。

### 路線データ
- 起点：京丹後市大宮町久住（久住交差点、京都府道53号網野岩滝線交点）
- 終点：京丹後市大宮町河辺（河辺千丈敷交差点、国道312号交点、京都府道659号二箇河辺線終点）
- 総延長：4.8271 km[1]

## 歴史
本路線は、道路法（昭和27年法律第180号）第7条の規定に基づき、一般府道として1959年（昭和34年）に京都府が第1次認定した路線のひとつである。当初は竹野川対岸にある大宮町善王寺の国道312号旧道交点を終点とし、路線名も久住善王寺線であったが、その後開通して現道となった国道312号大宮バイパス交点に終点を移した際に所在地が大宮町河辺となったことから、路線名が久住河辺線に変更された。

### 年表
- 1959年（昭和34年）12月18日 - 京都府が一般府道260号久住善王寺線として認定[2]。
- 1990年（平成2年） - 終点を中郡大宮町善王寺（当時）から同町河辺の国道312号大宮バイパス交点へ移し、名称を久住河辺線に変更[3]。
- 1994年（平成6年）4月1日 - 京都府が路線番号を再編（路線認定の一部改正）し、府道658号に変更される[4]。

## 路線状況
センターラインのない狭隘道路が連続する。起点の京都府道53号網野岩滝線交点付近では2013年（平成25年）度に供用開始予定の同路線のバイパス道路事業が進行しており、今後接続部が変更される。
京丹後市大宮町北東部にある五十河地区の久住は、竹野川源流のひとつである久住川沿いにある。U字型に迂回する竹野川本流に対し、同川の支流である大谷川に沿って大宮町河辺まで直線的に進行する。

## 地理
かつては中郡大宮町内で完結する路線であった。いわゆる平成の大合併によって2004年（平成16年）4月1日に京丹後市の発足に伴い、同市の路線となった。

### 通過する自治体
- 京都府
  - 京丹後市

### 交差する道路
| 交差する道路                      | 交差する場所 | 交差する場所            |
| --------------------------------- | ------------ | ----------------------- |
| 京都府道53号網野岩滝線            | 大宮町久住   | 久住交差点 / 起点       |
| 京都府道656号間人大宮線           | 大宮町河辺   |                         |
| 国道312号 京都府道659号二箇河辺線 | 大宮町河辺   | 河辺千丈敷交差点 / 終点 |

### 沿線
- 大宮河辺郵便局
- 丹後織物工業組合中央加工場